# Fortuna (choklad)
Fortuna var en chokladask som tillverkades av Marabou 1951-2013.  
Den introducerades som en lyxigare ask med chokladpraliner än Aladdinasken som var mer folklig. Namnet Fortuna knyter an till lyckans gudinna Fortuna med sloganen ”Lycklig den som får Fortuna” samt hästskomotivet på asken som ska symbolisera lycka och tur.  
Asken vägde 375 gram och 500 gram under 1950-talet men senare fanns den i storlekarna 450 gram och 1000 gram. 

## Innehåll
En ask Fortuna innehöll följande praliner 1955:
- Körsbär i likör (mörk choklad)
- Marsipankrokant (mörk choklad)
- Figaronougat (mjölkchoklad)
- Nougat med nötter (mörk choklad)
- Arrakmarsipan (mörk choklad)
- Mandelsplitter (mjölkchoklad)
- Gräddkrokant (mjölkchoklad)
- Gianduja nougat (mjölkchoklad)
- Mjuk krokant (mjölkchoklad)
- Ananas i cognac (mörk choklad)